# كيب مور
كيب مور (بالإنجليزية: Kip Moore)‏ هو مغن مؤلف ومغني أمريكي، ولد في 2 أبريل 1980 في تيفتون في الولايات المتحدة.

## وصلات خارجية
- الموقع الرسمي
- كيب مور على موقع ميوزك برينز (الإنجليزية)
- كيب مور على موقع رولينغ ستون (الإنجليزية)
- كيب مور على موقع أول ميوزيك (الإنجليزية)
- كيب مور على موقع ديسكوغز (الإنجليزية)